# Episodi di The Venture Bros. (terza stagione)
La terza stagione della serie animata The Venture Bros., composta da 13 episodi, è stata trasmessa negli Stati Uniti, da Adult Swim, dal 1º giugno al 24 agosto 2008.
In Italia è stata interamente pubblicata il 1º gennaio 2022 su Prime Video.
| nº | Titolo originale                                        | Titolo italiano                    | Prima TV USA   | Pubblicazione Italia |
| -- | ------------------------------------------------------- | ---------------------------------- | -------------- | -------------------- |
| 1  | Shadowman 9: In the Cradle of Destiny                   | La decisione del Sindacato         | 1º giugno 2008 | 1º gennaio 2022      |
| 2  | The Doctor Is Sin                                       | Un accordo diabolico               | 8 giugno 2008  | 1º gennaio 2022      |
| 3  | The Invisible Hand of Fate                              | Una strana matricola               | 15 giugno 2008 | 1º gennaio 2022      |
| 4  | Home Is Where the Hate Is                               | Dove c'è odio c'è casa             | 22 giugno 2008 | 1º gennaio 2022      |
| 5  | The Buddy System                                        | Il campo estivo del Dottor Venture | 29 giugno 2008 | 1º gennaio 2022      |
| 6  | Dr. Quymn, Medicine Woman                               | Una vecchia fiamma                 | 6 luglio 2008  | 1º gennaio 2022      |
| 7  | What Goes Down, Must Come Up                            | Uno strano fan club                | 13 luglio 2008 | 1º gennaio 2022      |
| 8  | Tears of a Sea Cow                                      | Crisi in famiglia                  | 20 luglio 2008 | 1º gennaio 2022      |
| 9  | Now Museum – Now You Don't!                             | Il museo di Jonas Venture          | 27 luglio 2008 | 1º gennaio 2022      |
| 10 | The Lepidopterists                                      | Il piano diabolico di Monarch      | 3 agosto 2008  | 1º gennaio 2022      |
| 11 | Orb                                                     | Il tesoro nascosto                 | 10 agosto 2008 | 1º gennaio 2022      |
| 12 | The Family That Slays Together, Stays Together Part One | Una grande famiglia                | 17 agosto 2008 | 1º gennaio 2022      |
| 13 | The Family That Slays Together, Stays Together Part Two | Tutti contro tutti                 | 24 agosto 2008 | 1º gennaio 2022      |

## La decisione del Sindacato
- Titolo originale: Shadowman 9: In the Cradle of Destiny
- Scritto da: Jackson Publick e Doc Hammer

### Trama
Monarch e Dott. Girlfriend vengono interrogati dal Sindacato delle Cattive Intenzioni, rivelando così come si sono incontrati: Dott. Girlfriend è stata reclutata nel Sindacato da Phantom Limb durante gli anni del college, iniziando sotto il nome di Lady Au Pair e diventando successivamente la "numero 2" di Phantom Limb come Regina Etherea. Monarch era all'epoca uno scagnozzo di Phantom Limb col compito di attaccare il Dott. Venture. Monarch ha corteggiato Dott. Girlfriend, mettendosi in proprio e guadagnandosi l'ira di Phantom Limb.

## Un accordo diabolico
- Titolo originale: The Doctor Is Sin
- Scritto da: Jackson Publick

### Trama
La Venture Industries è sull'orlo della bancarotta quando si presenta il Dott. Henry Killinger che riporta l'azienda al suo antico splendore e sistema i rapporti col Dott. Venture. Il Dott. Orpheus, Brock e Alchemist sono sospettosi di Killinger, scoprendo che sta configurando il Dott. Venture come un supercriminale in modo che possa "inarcare" suo fratello, Jonas Jr.

## Una strana matricola
- Titolo originale: The Invisible Hand of Fate
- Scritto da: Jackson Publick

### Trama
Un trauma cranico porta Billy Quizboy a recuperare i suoi ricordi perduti, ricordando come Pete White lo abbia imbrogliato durante un quiz rovinando la loro reputazione e portandoli ad essere respinti per un lavoro dall'eroe di Billy, il Dott. Venture. White inizia per sbaglio una rissa con Billy, perdendo la mano e un occhio. Dopo aver ricevuto delle protesi robotiche dall'Ufficio delle Intelligenze Segrete si scopre che Billy era iscritto sotto copertura al corso universitario del Professor Fantomos, con Brock e il Colonnello Gathers che sospettavano fosse un fronte di reclutamento per il Sindacato delle Cattive Intenzioni. È stato coinvolto quindi in un incidente che ha trasformato Fantomos in Phantom Limb, portando Billy a farsi cancellare la memoria dall'O.S.I. lasciandolo alle cure di White, mentre Brock è stato retrocesso ad essere la guardia del corpo del Dott. Venture.

## Dove c'è odio c'è casa
- Titolo originale: Home Is Where the Hate Is
- Scritto da: Jackson Publick e Doc Hammer

### Trama
Monarch e Dott. Girlfriend si trasferiscono nella vecchia casa di Phantom Limb a Malice, una comunità recintata per supercriminali. Il Sindacato delle Cattive Intenzioni nomina il Sergente Hatred come nuovo arcinemico del Dott. Venture, invitando quest'ultimo ad una festa dove rivela di sapere che Monarch gli ha rubato le sue armi per anni e che come vendetta intende trattare il Dott. Venture con gentilezza. Nel frattempo, Hank, Dean e gli scagnozzi 21 e 24 sono perseguitati dai Pupi Assassini di Dott. Girlfriend.

## Il campo estivo del Dottor Venture
- Titolo originale: The Buddy System
- Scritto da: Doc Hammer

### Trama
Il Dott. Venture gestisce un campo estivo per giovani ragazzi con l'assistenza di Brock, Billy Quizboy, l'Ordine della Triade, il Capitano, Action Johnny e il Dott. Z. Monarch manda quindi i Pupi Assassini sotto copertura per spiare il Dott. Venture. Nel frattempo, il Dott. Venture porta i ragazzi nell "E-den" di suo padre, una biosfera che si rivela ospitare un gorilla arrabbiato.

## Una vecchia fiamma
- Titolo originale: Dr. Quymn, Medicine Woman
- Scritto da: Jackson Publick

### Trama
Mentre si trova nella foresta amazzonica, la famiglia Venture incontra Dott. Tara Quymn, un'amica d'infanzia del Dott. Venture che ora è una famosa scienziata e avventuriera alla ricerca di cure contro il cancro. Hank si infatua delle sue figlie gemelle adolescenti Nancy e Drew, le quali sono più interessate a Dean, mentre la loro guardia del corpo Virginia mette a disagio Brock. I due dottori sviluppano sentimenti romantici l'uno verso l'altro mentre Dean indaga sui "droidi mannari" che potrebbero perseguitarli.

## Uno strano fan club
- Titolo originale: What Goes Down, Must Come Up
- Scritto da: Jackson Publick

### Trama
Il Dott. Venture e Brock si imbattono in un sottolivello labirintico del Venture Compound dove incontrano un rimpicciolito Dott. Entmann, un membro del Team Venture originale, insieme ad un gruppo di abitanti sotterranei, tutti intrappolati nella struttura da trent'anni. Hank, Dean, Pete White e l'Ordine della Triade tentano di localizzarli e assisterli, mentre il computer principale della struttura minaccia di lanciare un missile nucleare se non parleranno con Jonas Venture Sr.

## Crisi in famiglia
- Titolo originale: Tears of a Sea Cow
- Scritto da: Doc Hammer

### Trama
Monarch ha il divieto di inimicarsi col Dott. Venture e dopo aver ucciso i suoi acerrimi nemici, inizia a perdere l'interesse per la supercriminalità. Lui e gli Scagnozzi 21 e 24 decidono di rivivere i vecchi tempi conducendo un raid non autorizzato al Venture Compound, tuttavia vengono scoperti da Hank, Dean e Dermott. Nel frattempo, Dott. Girlfriend fa in modo che il prossimo acerrimo nemico di Monarch sia Jonas Venture Jr.

## Il museo di Jonas Venture
- Titolo originale: Now Museum – Now You Don't!
- Scritto da: Jackson Publick

### Trama
Jonas Jr. ha trasformato Spider-Skull Island, un ex quartier generale di supercriminali catturato dal Team Venture originale nel 1969, in un museo che onora le imprese di suo padre. Tra i partecipanti alla cerimonia di apertura ci sono la famiglia Venture, i membri sopravvissuti del Team Venture e persino i supercriminali che in precedenza vivevano lì. Ne risulta imbarazzo e tensione, con il Professor Impossible intento in vani tentativi di riconquistare Sally, che lo ha lasciato per Jonas Jr. Il Capitano e il suo equipaggio si ammutizzano contro Jonas Jr. e provocano una mischia che attiva accidentalmente un vecchio dispositivo di autodistruzione, minacciando l'intera cerimonia.

## Il piano diabolico di Monarch
- Titolo originale: The Lepidopterists
- Scritto da: Doc Hammer

### Trama
Jonas Jr. chiede consiglio a Brock e a due agenti dell'OSI, Mr. Doe e Mr. Cardholder, su come affrontare la sua nuova nemesi, Monarch. Lo autorizzano a eliminare il cattivo usando un raggio della morte, dal momento che Monarch ha ucciso i suoi ultimi cinque arcinemici. Monarch manda gli Scagnozzi 21, 24 e 1 a infiltrarsi a Spider-Skull Island, tuttavia lo Scagnozzo 1, fedele alla previsione di 21 e 24, viene sconfitto e apparentemente ucciso da Brock. La loro missione si rivela comunque un successo: Jonas Jr. è stato ingannato nel pensare di aver eliminato il suo nemico e apre una scappatoia nelle regole del Sindacato delle Cattive Intenzioni che consente a Monarch di riprendere il suo ruolo di arcinemico del Dott. Venture.

## Il tesoro nascosto
- Titolo originale: Orb
- Scritto da: Doc Hammer

### Trama
Con l'aiuto di Billy Quizboy, Pete White, il Dott. Orpheus, Alchemist e i suoi figli, il Dott. Venture intraprende un'avventura in vecchio stile per trovare un oggetto dal potere indicibile. Quando Brock tenta di fermarlo, scopre la verità sul compianto Jonas Venture, il Sindacato delle Cattive Intenzioni e la sua missione durata diciannove anni.

## Una grande famiglia
- Titolo originale: The Family That Slays Together, Stays Together Part One
- Scritto da: Jackson Publick e Doc Hammer

### Trama
Eliminato dall'O.S.I., privato della sua licenza di uccidere e braccato da tre dei più letali assassini del mondo, Brock decide di stare lontano dalla famiglia Venture.

## Tutti contro tutti
- Titolo originale: The Family That Slays Together, Stays Together Part Two
- Scritto da: Jackson Publick e Doc Hammer

### Trama
Il Generale Treister dell'OSI è inorridito nell'apprendere da Mr. Doe e Mr. Cardholder che i loro tre migliori assassini sono stati uccisi da Brock e decide di prendere in mano la situazione. La famiglia Venture viene salvata da The Cleaner, con Brock che scopre che è stato inviato da Molotov Cocktease. Con H.E.L.P.eR in loro possesso, Monarch rintraccia i Venture e chiede la loro resa, mentre Brock viene contattato da Treister. Brock decide di parlare con entrambi allo stesso tempo per incontrarlo al compound dei Venture all'alba. Dott. Girlfriend crede che sia tutta una trappola, tuttavia Monarch rivela di aver piazzato una bomba su H.E.L.P.eR. All'alba, le forze di Monarch e dell'O.S.I. si incontrano per affrontarsi, entrambi credendo che l'altro fosse alle dipendenze di Brock. Sergente Hatred e il Dott. Venture litigano su chi ha fatto cose peggiori in passato, fino a quando Hank afferma che dovrebbero usare i suoi regali di Natale, le lumache cloni, per fermare la lotta. Con le lumache cloni guidate da Hatred, vengono tutte facilmente uccise da Monarch. Brock interrompe il combattimento e scopre che Treister stava solo rispondendo alla sua chiamata di soccorso. Brock decide quindi di lasciare l'O.S.I. e la sua missione di bodyguard dei Venture. Dopo i titoli di coda, Molotov Cocktease si mostra lieta che i tre migliori assassini del mondo siano stati uccisi e che ora i suoi Assassini dei Cuori Neri siano i migliori al mondo. Chiama quindi Brock per un brindisi e viene raggiunta da Hunter Gathers, uno dei suoi soci.